# Meridià 78 a l'oest
El meridià 78 a l'oest de Greenwich és una línia de longitud que s'estén des del pol Nord travessant l'oceà Àrtic, Groenlàndia, Amèrica, l'oceà Atlàntic, l'oceà Antàrtic, i l'Antàrtida fins al pol Sud.
El meridià 78 a l'oest forma un cercle màxim amb el meridià 102 a l'est. Com tots els altres meridians, la seva longitud correspon a una semicircumferència terrestre, uns 20.003,932 km. Al nivell de l'Equador, és a una distància del meridià de Greenwich de 8.683 km.

## De Pol a Pol
Començant en el pol Nord i dirigint-se cap al pol Sud, aquest meridià travessa:
| Coordenades                             | País, territori o mar | Notes |
| --------------------------------------- | --------------------- | --- |
| 90° 0′ N, 78° 0′ O / 90.000°N,78.000°O  | Oceà Àrtic            | |
| 82° 54′ N, 78° 0′ O / 82.900°N,78.000°O | Canadà                | Nunavut — Ellesmere |
| 77° 28′ N, 78° 0′ O / 77.467°N,78.000°O | Badia de Baffin       | |
| 76° 59′ N, 78° 0′ O / 76.983°N,78.000°O | Canadà                | Nunavut — Ellesmere |
| 76° 37′ N, 78° 0′ O / 76.617°N,78.000°O | Badia de Baffin       | |
| 73° 38′ N, 78° 0′ O / 73.633°N,78.000°O | Canadà                | Nunavut – illa de Bylot |
| 72° 53′ N, 78° 0′ O / 72.883°N,78.000°O | Eclipse Sound         | |
| 72° 41′ N, 78° 0′ O / 72.683°N,78.000°O | Canadà                | Nunavut – illa de Baffin |
| 70° 14′ N, 78° 0′ O / 70.233°N,78.000°O | Conca de Foxe         | |
| 69° 43′ N, 78° 0′ O / 69.717°N,78.000°O | Canadà                | Nunavut — Illa Koch |
| 69° 37′ N, 78° 0′ O / 69.617°N,78.000°O | Conca de Foxe         | |
| 65° 0′ N, 78° 0′ O / 65.000°N,78.000°O  | Canadà                | Nunavut — Península de Foxe, illa de Baffin |
| 64° 25′ N, 78° 0′ O / 64.417°N,78.000°O | Canal de Foxe         | |
| 64° 0′ N, 78° 0′ O / 64.000°N,78.000°O  | Canadà                | Nunavut — illa sense nom a l'oest de l'illa Mill |
| 63° 57′ N, 78° 0′ O / 63.950°N,78.000°O | Canal de Foxe         | |
| 63° 28′ N, 78° 0′ O / 63.467°N,78.000°O | Canadà                | Nunavut — Illa Nottingham |
| 63° 7′ N, 78° 0′ O / 63.117°N,78.000°O  | Canal de Foxe         | |
| 62° 35′ N, 78° 0′ O / 62.583°N,78.000°O | Canadà                | Nunavut — Illa Digges |
| 62° 33′ N, 78° 0′ O / 62.550°N,78.000°O | Badia de Hudson       | |
| 62° 23′ N, 78° 0′ O / 62.383°N,78.000°O | Canadà                | Quebec — Península d'Ungava |
| 61° 42′ N, 78° 0′ O / 61.700°N,78.000°O | Badia de Hudson       | |
| 60° 59′ N, 78° 0′ O / 60.983°N,78.000°O | Canadà                | Quebec — Península d'Ungava |
| 60° 46′ N, 78° 0′ O / 60.767°N,78.000°O | Badia de Hudson       | |
| 59° 16′ N, 78° 0′ O / 59.267°N,78.000°O | Canadà                | Quebec — Península d'Ungava Nunavut — des de 58° 21′ N, 78° 0′ O / 58.350°N,78.000°O, illa Frazier |
| 58° 20′ N, 78° 0′ O / 58.333°N,78.000°O | Badia de Hudson       | Passa a través de les illes Salikuit (a 56° 18′ N, 78° 0′ O / 56.300°N,78.000°O) |
| 55° 11′ N, 78° 0′ O / 55.183°N,78.000°O | Canadà                | Quebec Ontario — des de 46° 14′ N, 78° 0′ O / 46.233°N,78.000°O |
| 43° 58′ N, 78° 0′ O / 43.967°N,78.000°O | Llac Ontario          | |
| 43° 22′ N, 78° 0′ O / 43.367°N,78.000°O | Estats Units          | Nova York Pennsilvània — des de 42° 0′ N, 78° 0′ O / 42.000°N,78.000°O Maryland — des de 39° 43′ N, 78° 0′ O / 39.717°N,78.000°O Virgínia Occidental — des de 39° 36′ N, 78° 0′ O / 39.600°N,78.000°O Virgínia — des de 39° 14′ N, 78° 0′ O / 39.233°N,78.000°O Carolina del Nord — des de 36° 33′ N, 78° 0′ O / 36.550°N,78.000°O (passa a l'oest de Wilmington a 34°14'N) |
| 33° 51′ N, 78° 0′ O / 33.850°N,78.000°O | Oceà Atlàntic         | |
| 26° 43′ N, 78° 0′ O / 26.717°N,78.000°O | Bahames               | Illa de Gran Bahama |
| 26° 39′ N, 78° 0′ O / 26.650°N,78.000°O | Oceà Atlàntic         | passa a l'oest de les Illes Berry, Bahames (a 25° 49′ N, 77° 55′ O / 25.817°N,77.917°O) |
| 25° 9′ N, 78° 0′ O / 25.150°N,78.000°O  | Bahames               | Illa d'Andros |
| 24° 13′ N, 78° 0′ O / 24.217°N,78.000°O | Oceà Atlàntic         | |
| 22° 18′ N, 78° 0′ O / 22.300°N,78.000°O | Cuba                  | Cayo Romano i terra ferma |
| 20° 42′ N, 78° 0′ O / 20.700°N,78.000°O | Mar Carib             | |
| 18° 27′ N, 78° 0′ O / 18.450°N,78.000°O | Jamaica               | |
| 18° 7′ N, 78° 0′ O / 18.117°N,78.000°O  | Mar Carib             | |
| 9° 11′ N, 78° 0′ O / 9.183°N,78.000°O   | Panamà                | |
| 7° 19′ N, 78° 0′ O / 7.317°N,78.000°O   | Oceà Pacífic          | Passa a l'est de l'illa Gorgona, Colòmbia (a 3° 0′ N, 78° 10′ O / 3.000°N,78.167°O) |
| 2° 39′ N, 78° 0′ O / 2.650°N,78.000°O   | Colòmbia              | |
| 0° 50′ N, 78° 0′ O / 0.833°N,78.000°O   | Equador               | |
| 3° 8′ S, 78° 0′ O / 3.133°S,78.000°O    | Perú                  | |
| 10° 26′ S, 78° 0′ O / 10.433°S,78.000°O | Oceà Pacífic          | |
| 60° 0′ S, 78° 0′ O / 60.000°S,78.000°O  | Oceà Antàrtic         | |
| 72° 31′ S, 78° 0′ O / 72.517°S,78.000°O | Antàrtida             | Territori reclamat per Territori Antàrtic Xilè, Xile i Territori Antàrtic Britànic, Regne Unit |